# Stylianí Kaltsídou

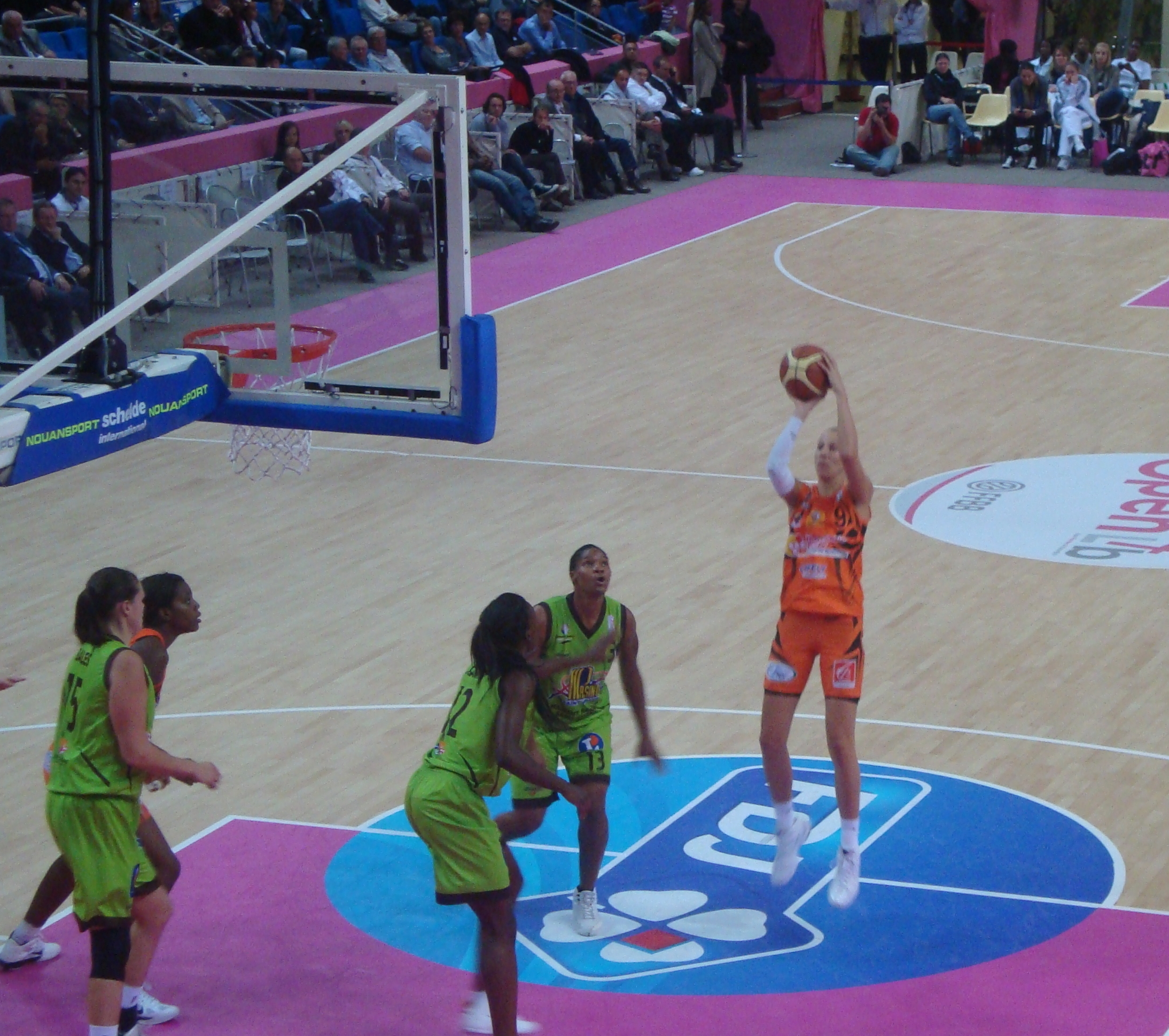
Kaltsídou au tir.

Stylianí Kaltsídou (grec moderne : Στυλιανή Καλτσίδου), souvent appelée Stélla Kaltsídou (Στέλλα Καλτσίδου), née le 12 janvier 1983 à Thessalonique, est une ancienne joueuse grecque de basket-ball de 1,88 m. 

## Biographie
Internationale grecque, elle entame en 2010-2011 sa seconde saison sous le maillot berruyer.
Après une blessure grave au printemps 2013, elle reprend la compétition en février 2014 à Bourges comme joker médical de Johannah Leedham. Elle contribue à la qualification de Bourges pour la phase finale de l'Euroligue où le club accroche la quatrième place, même si son contrat prend fin juste avant cette phase. Elle dispute 6 matches d'Euroligue pour 6,2 points, 1,7 rebond et 1,8 passe décisive de moyenne.
Elle signe pour la saison 2014-2015 pour l'équipe turque de Abdullah Gül Üniversitesi (ex-Kayseri Kaski), puis après la saison régulière de l'Euroligue, elle retrouve la France début mars avec Tarbes comme pigiste médicale de la Suédoise Kalis Loyd.
En mai 2015, elle signe pour Villeneuve-d'Ascq, qualifié pour l'Euroligue, dont l'entraîneur Frédéric Dusart se félicite de son recrutement : « Elle connaît aussi très bien l’Euroligue et a surtout le tempérament pour se fondre dans notre équipe de guerrières. C’est une battante, habituée à jouer tous les trois jours, qui va renforcer notre adresse extérieure ». Elle ajoute : « [Ce] que je pourrai surtout apporter, c’est mon expérience, notamment en Euroligue (...) Évidemment, six ans à jouer en France, il est clair que j’aime ce pays. J’aime particulièrement le jeu pratiqué en LFB, parce qu’il est vraiment basé sur l’équipe et que tout tourne autour du collectif et non autour du jeu individuel. Ça rejoint tout à fait ma philosophie personnelle du basket (...) J’ai bien vu la relation entre les joueuses et les supporters, et c’est quelque chose que j’aime beaucoup. »
Après une dernière saison 2018-2019 en Pologne, elle annonce en octobre 2019 sa retraite sportive et son intention de se diriger vers une carrière d'entraîneuse.

## Carrière

### Joueuse
- 1994-1998 :  AMO Galaxías Thessalonique
- 1998-1999 :  AMS Propontide (2e division)
- 1999-2000 :  Iraklís Thessalonique
- 2000-2002 :  Mégas Aléxandros Thessalonique
- 2002-2003 :  ANO Glyfáda
- 2003-2009 :  Esperídes Kallithéas[10]
- 2009-2014 :  CJM Bourges[10]
- 2014-fév. 2015 :  Kayseri Kaski
- mars 2015-mai 2015 :  Tarbes GB
- 2015-2016 :  Villeneuve-d’Ascq
- 2016-2018 :  Olympiakós Le Pirée
- 2018-2019 :  CCC Polkowice

### Entraîneuse
- 2019-2020 :  GS Maroúsi (assistante)
- 2020-2021 :  EFAO Zográfou (1re division féminine)
- 2021-2022 :  Olympiakós Le Pirée (assistante)
- 2021- :  Slovénie féminine (assistante)
- 2023- :  London Lions

## Palmarès

### Club
- Vainqueur de la Coupe de France en 2010
- Championne de France 2011, 2012, 2013
- Vainqueur du Challenge round 2015[11]
- Finaliste de l'Eurocoupe : 2016[12].